# Опельт (кратер)
О́пельт (нім. Opelt) — метеоритний кратер на видимому боці Місяця, розміщений на поверхні моря Хмар, на північному сході від кратера Булліальд і на півночі від кратера Гулд. Діаметр — 49 км, глибина — 280 м, координати центру — 16,35° пд. ш. 17,69° зх. д. Цей кратер залитий лавою, й збереглися тільки його залишки. У 1935 році названий на честь німецького астронома Фрідріха Вільгельма Опельта (1794–1863). У листопаді 2012 року до епоніма цього кратера додано ім'я німецького астронома Отто Моріца Опельта (1829–1912).

## Супутні кратери
Ці кратери названо іменем цього кратера з доданням великої латинської літери:
| Опельт | Координати                                               | Діаметр, км |
| ------ | -------------------------------------------------------- | ----------- |
| E      | Координати: Широта не може бути парсована як число:17,07 | 8           |
| F      | Координати: Широта не може бути парсована як число:18,11 | 4           |
| G      | Координати: Широта не може бути парсована як число:16,86 | 4           |
| H      | Координати: Широта не може бути парсована як число:15,84 | 3           |
| K      | Координати: Широта не може бути парсована як число:13,63 | 5           |